# Indexante dos apoios sociais
O Indexante dos apoios sociais, cuja sigla é IAS, é um montante pecuniário que serve de referência à Segurança Social em Portugal para o cálculo das contribuições dos trabalhadores, o cálculo das pensões e de outras prestações sociais, servindo ainda de referencial, ainda para a fixação, cálculo e actualização das receitas da administração central do Estado, das Regiões Autónomas e das autarquias locais. O IAS foi criado no ensejo da Lei n.º 53-B/2006, de 29 de dezembro.

## Montantes do IAS
| Ano  | Montante | Portaria                                 |
| ---- | -------- | ---------------------------------------- |
| 2025 | 522,50 € | Portaria n.º 6-B/2025/1, de 6 de janeiro |
| 2024 | 509,26 € | Portaria n.º 421/2023, de 11 de dezembro |
| 2023 | 480,43 € | Portaria n.º 298/2022, de 16 de dezembro |
| 2022 | 443,20 € | Portaria n.º 294/2021, de 13 de dezembro |
| 2021 | 438,81 € | Portaria n.º 27/2020 de 31 de Janeiro    |
| 2020 | 438,81 € | Portaria n.º 27/2020 de 31 de Janeiro    |
| 2019 | 435,76€  | Despacho 791-A/2019 de 18 de janeiro     |
| 2018 | 428,90€  | Portaria n.º 21/2018                     |
| 2017 | 421,32€  |                                          |
| 2016 | 419,22€  |                                          |
| 2015 | 419,22€  |                                          |
| 2014 | 419,22€  |                                          |
| 2013 | 419,22€  |                                          |
| 2012 | 419,22€  |                                          |
| 2011 | 419,22€  |                                          |
| 2010 | 419,22€  |                                          |
| 2009 | 419,22€  |                                          |
| 2008 | 407,41€  |                                          |
| 2007 | 397,86€  |                                          |

## Trabalhadores independentes
Para aferir as contribuições de um trabalhador independente, que por exemplo está numa situação de recibos verdes, é necessário para efeitos de contribuições à Segurança Social, fazer um enquadramento que tem em conta o IAS. A título de exemplo, um trabalhador independente que aufira 1200€/mês em apenas prestação de serviços, há que fazer 70% desse valor para apurar o rendimento relevante o que dá 840€. Ficará enquadrado no escalão imediatamente anterior, neste caso 2xIAS = 842,64€, sendo que terá de pagar à Segurança Social 29,6% desse montante o que dará 249,42€ de contribuição mensal.